# 頭帶海蛇鯛
頭帶海蛇鯛，為鱸形目鱸亞目擬雀鯛科的其中一種，分布於西印度洋阿曼海域，深度8-12公尺，本魚身體細長，體具有數列深色斑點。背鰭硬棘2枚、背鰭軟條47枚;臀鰭硬棘1枚;臀鰭軟條39枚，體長可達10公分，棲息在底層水域，生活習性不明。

## 擴展閱讀
維基物種上的相關：頭帶海蛇鯛